# Jardín Botánico de Kassel

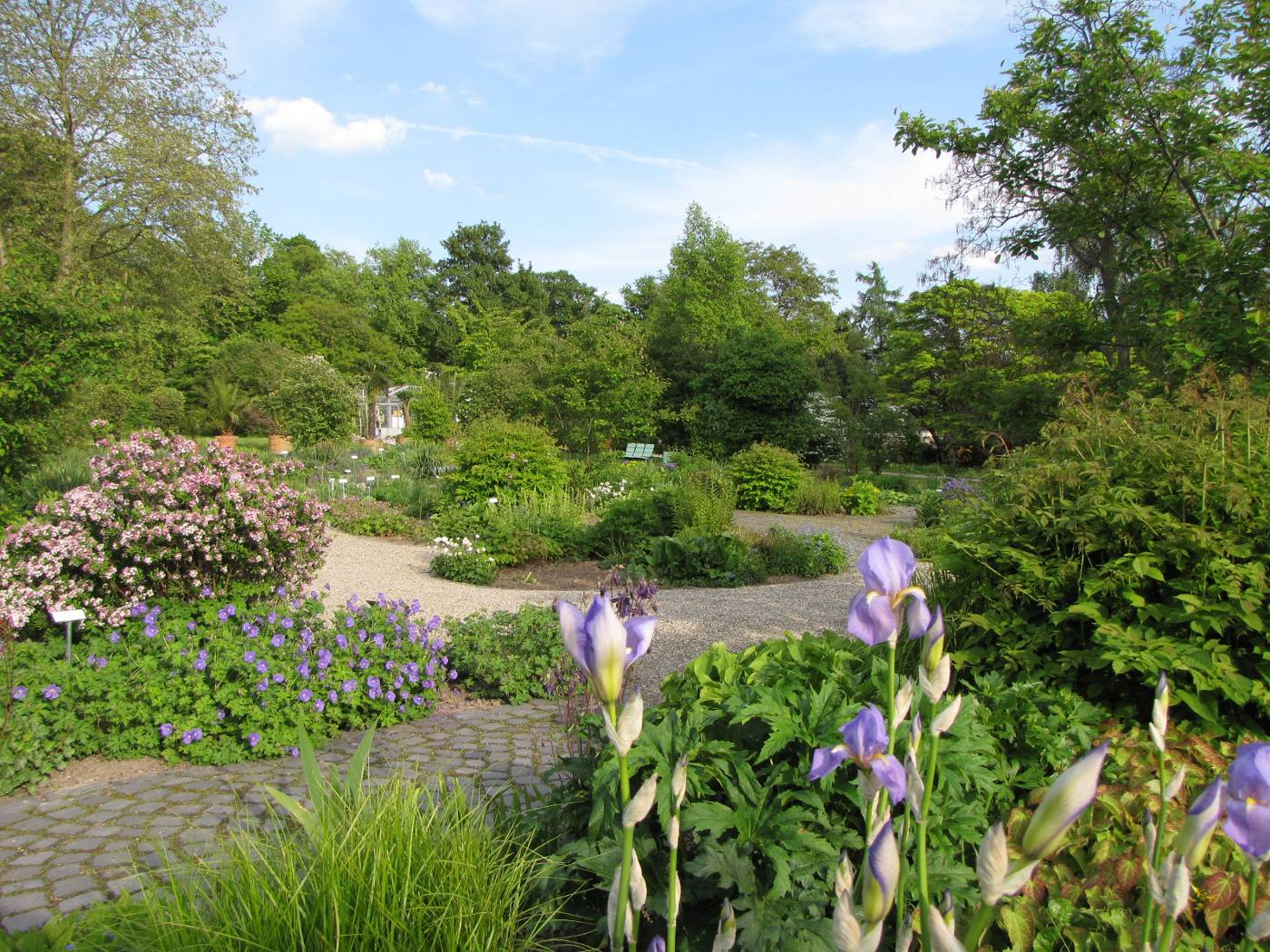
Jardín Botánico de Kassel.

El Jardín Botánico de Kassel en alemán : Botanischer Garten Kassel, también conocido como Botanischer Garten der Stadt Kassel, es un jardín botánico de administración municipal en Kassel, Alemania. Su código de reconocimiento internacional como institución botánica así como las siglas de su herbario es KASEL. 

## Localización
Se ubica en el parque "Park Schönfeld"
Botanischer Garten der Stadt Kassel, Bosestrasse 15, D-34121, Kassel, Hesse, Deutschland-Alemania.51°17′46″N 9°28′49″E / 51.29611, 9.48028
Se encuentra abierto a diario y la entrada es gratuita. 

## Historia
El jardín comenzó su andadura en 1912 como un jardín escolar, pero en 1982 convirtió en una zona verde general. 
La restauración comenzó en el año 2002, con el objetivo de restablecer gradualmente el jardín con las características del existente en 1950 y crear además nuevos jardines temáticos. 

## Colecciones
En el año 2009 sus jardines temáticos son:
- Rosaleda,
- Jardín de hierbas medicinales,
- Jardín de plantas perennes.
- Casa de cactus que exhibe 300 cactus y suculentas.
- Casa de los helechos
- Colección de Carex